# Christine Nangle
Christine Nangle est une scénariste, productrice et actrice américaine née à Philadelphie.

## Filmographie

### Scénariste

#### PourLes Simpson
| Année | Titre                                                                      | Titre original                                                           | Saison | Épisode | Réalisateur      |
| ----- | -------------------------------------------------------------------------- | ------------------------------------------------------------------------ | ------ | ------- | ---------------- |
| 2021  | Femmes à l'état brut                                                       | Uncut Femmes                                                             | 32     | 17      | Chris Clements   |
| 2022  | Vous ne devinez pas de quoi parle cet épisode - L'acte trois vous choquera | You Won't Believe What This Episode Is About - Act Three Will Shock You! | 33     | 14      | Jennifer Moeller |
| 2022  | De la bière à la paternité                                                 | From Beer to Paternity                                                   | 34     | 7       | Rob Oliver       |
| 2024  | Courts Métrages au féminin                                                 | Women in Shorts                                                          | 36     | 6       | Eric Koenig      |

#### Autres
- 2008 : 27 Kidneys : 1 épisode
- 2009 : Surrogate Mother for Hire
- 2009 : Thin Walls
- 2009 : Saturday Night Live: Weekend Update Thursday : 3 épisodes
- 2009 : UCB Comedy Originals : 9 épisodes
- 2009-2010 : Hey, That's Awesome : 5 épisodes
- 2009-2012 : Saturday Night Live : 62 épisodes
- 2011 : I Wanna Have Your Baby : 6 épisodes
- 2013 : Good Morning Today
- 2013-2015 : Kroll Show : 16 épisodes
- 2014 : Mass Shooting News Team
- 2014-2016 : Inside Amy Schumer : 29 épisodes
- 2015 : MTV Movie Awards 2015
- 2015 : Playing House : 1 épisode
- 2017 : Very Bad Nanny : 1 épisode
- 2017 : The President Show : 20 épisodes
- 2018 : The Break with Michelle Wolf : 10 épisodes

### Producteur
- 2009 : Thin Walls
- 2009 : UCB Comedy Originals : 2 épisodes
- 2009-2010 : Hey, That's Awesome : 5 épisodes
- 2011 : I Wanna Have Your Baby : 6 épisodes
- 2016 : Inside Amy Schumer : 9 épisodes
- 2017 : Very Bad Nanny : 16 épisodes
- 2017 : The President Show : 20 épisodes
- 2018 : The Break with Michelle Wolf : 1 épisode
- 2020 : Scare Me
- 2020-2021 : Les Simpson : 24 épisodes

### Actrice
- 2008 : MILF Solicitors : la quatrième maman
- 2008-2014 : UCB Comedy Originals : 7 épisodes
- 2009 : Surrogate Mother for Hire : Dolores Santangeli
- 2009-2011 : Saturday Night Live : plusieurs rôles (2 épisodes)
- 2011 : I Wanna Have Your Baby : Dolores Santangeli (6 épisodes)
- 2013-2015 : Kroll Show : Theresa (3 épisodes)
- 2014 : Mass Shooting News Team
- 2014-2016 : Inside Amy Schumer : plusieurs rôles (3 épisodes)
- 2016 : So Fucking Happy for You : Denise
- 2017 : Who Is?
- 2020-2021 : Les Simpson : Mme Timberwood et Tabitha Shingle (3 épisodes)